# 지리바꽃
지리바꽃(Aconitum chiisanense)은 한국의 지리산과 중부 이북지방에 분포하는 식물이다. 줄기는 높이 1m이며 뿌리는 마늘쪽처럼 굵고 육질이다. 잎은 어긋나고 3-5개로 깊게 갈라지며 잎자루가 있다. 꽃은 7-9월에 피고 자줏빛이며 가지와 줄기 끝에 총상으로 달리고 꽃줄기에 털이 있다. 꽃받침조각은 5개이고 뒤쪽의 것이 고깔처럼 위에서 내려 덮으며 길이 2㎝ 정도이다. 수술은 여러 개이고 수술대는 밑부분이 퍼지며 씨방은 5개가 서로 떨어진다. 뿌리는 약용으로 한다.